# Юрковский, Анастасий Антонович
Анаста́сий Анто́нович Юрко́вский (1755—1831) — российский генерал-майор эпохи наполеоновских войн.

## Биография
Родился в 1755 году в семье венгерских дворян.
Был зачислен 1 июня 1772 года вахмистром в Венгерский гусарский полк в составе которого принял участие в Русско-турецкой войне; 1 января 1774 года был пожалован в прапорщики.

Во время следующей Русско-турецкой войны в ходе штурма Очакова Юрковский получил два удара саблей по голове, однако вернулся в строй и сражался при Измаиле и Браилове, где вновь получил сабельный удар в голову и огнестрельное ранение тоже в голову. За доблесть был награждён орденом Св. Георгия 4-го класса 28 июня 1791 года
за отличную храбрость, оказанную при взятии батареи на острову против Браилова.
1 ноября 1798 года Юрковский был произведён в чин полковника, а 15 июля 1800 года назначен командиром Александрийского гусарского полка.
1 января 1807 года произведён в генерал-майоры и назначен шефом Елисаветградского гусарского полка.

Сражался в Войне четвёртой коалиции и 8 апреля 1807 года в награждён орденом Св. Георгия 3-го класса: 
в воздаяние отличного мужества и храбрости, оказанных в сражении против французских войск 27-го января при Прейсиш-Эйлау.
В баталии под Гейльсбергом был ранен саблей.
С 13 января 1808 года находился в отставке. Во время вторжения Наполеона вернулся в армию и с 20 ноября 1812 года принимал участие в Отечественной войне, а затем в войне шестой коалиции.
С 13 марта 1816  года был комендантом Севастопольской крепости и занимал эту должность в течение десяти последующих лет.
Скончался в 1831 году.
Удостоен чести быть представленным в Военной галерее портретов генералов — участников боевых действий против наполеоновских войск в 1812—1814 годах Зимнего дворца в Санкт-Петербурге.
Одна из его дочерей, Екатерина, в первом браке была замужем за Ф. Т. Быченский, во втором — за Александром Фёдоровичем Рёмером (братом Н. Ф. Рёмера).
Сын: Юрковский Александр Анастасьевич (род. 1801) - майор ластовых экипажей, награжден золотой саблей с надписью «за храбрость» (9 июля 1828). 

## Награды
- Ордена Св. Георгия 3-го и 4-го кл.,
- Орден Св.Анны 1-й ст. с алмазами,
- Орден Св. Владимира 2-й ст. бол.кр.;
- Прусский орден Красного орла 2-й ст.;
- Золотые сабля и шпага «За храбрость» с алмазами.